# Milon de Marac
Milon de Marac (ou de Chaumont) (v. 1145 - † 22 septembre 1202) fut seigneur de Chaumont (Haute-Marne). Fils de Rénier de Marac et de Marie de Bay. Il prend part à la troisième croisade, et meurt en route pour la quatrième croisade.

## Les Croisades
"En 1187, Milon part en Orient en engageant sa seigneurie à son suzerain Henri II de Champagne, mais à condition de reprise, dans le cas où il reviendrait de son voyage, ce qu'il fit en 1192.
Il rentra donc en possession de ses domaines, entretemps le comte de Champagne avait accordé aux habitants de la ville une charte de franchise (1190).
« Milon, peu avant de repartir en terre sainte, fonde la chapelle de Méchineix, près de Condes, qu'il donna au Prieuré de Condes, fait des donations aux abbayes de Poulangy, de La crête, de Septfontaines, fonde son anniversaire dans l'église de Langres ». Il fit aussi une donation à l'abbaye de Longuay, que les ancêtres de son épouse avaient toujours gratifiée, et cela avec l'approbation de Gautier, seigneur de Vignory, dont le père et le frère périrent au siège de Saint-Jean-d'Acre.
Puis il repart en Orient en 1202 dans les mêmes conditions et meurt en route la même année. À cette date, Chaumont (Haute-Marne) est définitivement réuni au comté de Champagne". C'est donc principalement lui qui installe les comtes de Champagne à Chaumont.

## Ascendance puis mariage
Fils de Rénier de Marac et de Marie de Bay(-sur-Aube), il lui succède vers 1170. Son nom vient de son grand-père maternel, Milon de Rivière.
Il épouse Émeline dite "dame Chaumonde", fille héritière de Renier de Chaumont. Elle lui apporte la majeure partie de la seigneurie de Chaumont, sachant que son père n'en possédait qu'une partie.

## Sources
- Les cahiers Haut-Marnais no 205/206 - 2e et 3e trimestre 1996